# Bajío (México)
El Bajío es una región geográfica, histórica, económica y cultural del Occidente de México que abarca los valles y llanuras de la cuenca del río Lerma-Chapala, en los estados de Guanajuato, Querétaro, Michoacán (Franja Norte) y Jalisco (Altos y Oriente),  aunque se suele tomar en cuenta a Aguascalientes y a partes de San Luis Potosí y Zacatecas.
Estas planicies se caracterizan por su clima cálido y pocas lluvias, terrenos pantanosos y frecuentes inundaciones, pero sobre todo por sus fértiles suelos, que en el siglo XVIII le dieron el título de «granero de Nueva España».
En el Bajío se han desarrollado a lo largo de este territorio que incluye las zonas metropolitanas y regiones de  Aguascalientes, Altos de Jalisco, Celaya, Guadalajara, Irapuato-Salamanca, La Piedad-Pénjamo, León, Morelia, San Luis Potosí, Santiago de Querétaro, Zacatecas, Zamora, y hasta la punta sureste de San Juan del Río, un importante corredor industrial que hoy alberga corporativos nacionales, multinacionales y su industria auxiliar.

## Rasgos característicos
Aunque El Bajío no es homogéneo, ya que existen diferencias sustanciales entre cada estado, en lo general presenta las siguientes características:
- una altura que varía entre los 1580 y 1980 metros;
- un clima predominantemente cálido en el verano;
- terrenos antiguamente pantanosos, donde eran frecuentes las inundaciones;
- suelos bastantes fértiles.

En cuanto a las ciudades abajeñas, éstas han tendido a presentar las siguientes características a lo largo de la historia que las distinguen de las ciudades establecidas en Mesoamérica:
- fundaciones desde cero más que su erección sobre asentamientos previos;
- topónimos frecuentemente hispanos (Guadalajara, Valladolid, Zamora, etc.);
- mayor mestizaje entre indígenas, afroamericanos y españoles;
- papeles principales en la Guerra Chichimeca y en la Guerra de Independecia;
- alta producción de granos y leguminosas (maíz, trigo, frijol);
- gran procesamiento de fibras, ropas, pieles, entre otros, para el virreinato;
- experimentación del reordenamiento político-económico de Carlos III;
- mayor vida conventual;
- amplia difusión del pragmatismo y racionalismo de la Ilustración;
- implantación de la arquitectura neoclásica frente a la barroca;
- traza urbana rectangular y edificios de planta baja con patios de tipo andaluz.[13]

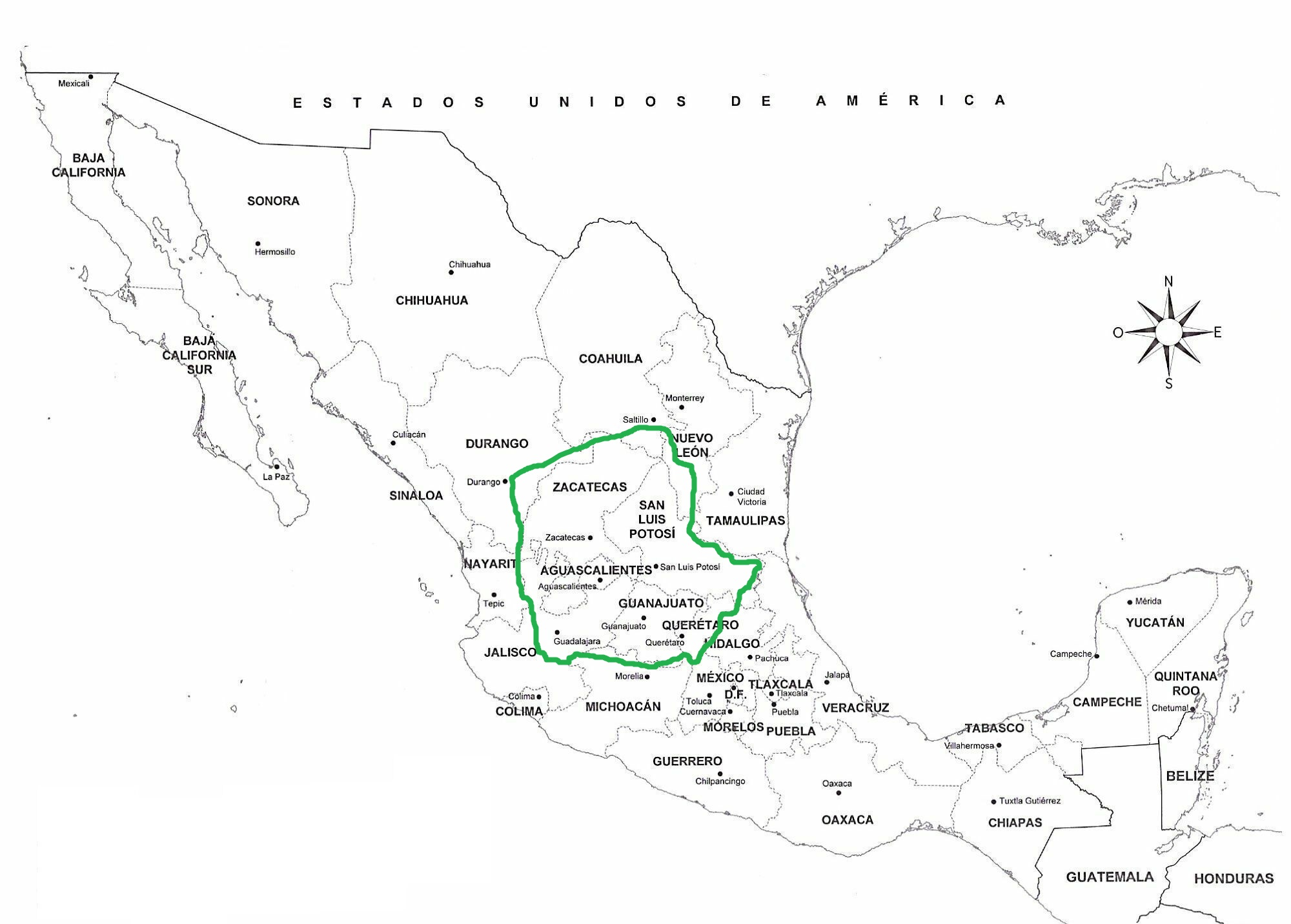
Gran Chichimeca.

## Historia
Esta región ha sido protagonista de los principales sucesos que marcaron la vida del país.
Los primeros pueblos que habitaron lo que hoy es El Bajío fueron las naciones chichimecas, nombre que daban los mexicas a un conjunto de pueblos indígenas independientes, sin estado, que habitaban el centro y norte del país, como guachichiles, guainares, pames, tecuexes, entre otros.
A la llegada de los españoles alrededor de 1520, El Bajío no era más que una tierra disputada entre mexicas, purépechas y chichimecas.
Tras la conquista de México, el pueblo otomí inició la colonización de la región, y junto con los españoles se fueron adentrando a tierras chichimecas, los últimos por tres principales motivos: el hallazgo de minas en los actuales estados de Guanajuato y Zacatecas entre 1540 y 1550; el traslado de la ganadería fuera de los alrededores de la Ciudad de México; y el resguardo de las nuevas tierras conquistadas por Hernán Cortés y Nuño de Guzmán.
Sobre el último motivo, la fundación de Valladolid (hoy Morelia) obedecía a la necesidad de contención a los «bárbaros» de los alrededores; lo mismo se debía la fundación de Guadalajara, entre otras ciudades. El descubrimiento de las minas de Zacatecas y Guanajuato, por otra parte,  ocasionó un alto arribo de personas a la zona, lo que acarreó la fundación de villas como San Miguel el Grande (1542), Celaya (1571), Zamora (1574) y León (1576). En el caso del ganado, los rebaños fueron dando con los valles chichimecas, de gran fertilidad, por lo que a los ganaderos se les fueron concediendo mercedes de ganado mayor y menor.
Durante gran parte del siglo XVI, El Bajío se caracterizó por su vaivén de ganado desde Querétaro y la ciénega del lago de Chapala, por su fiebre de la plata y por el «espíritu bélico» devenido de la Guerra Chichimeca, donde, o asesinados o muertos por la viruela, los chichimecas fueron reducidos a unos cuantos radicados en tierras más altas, o bien, inmersos en el nuevo orden.
En general, en la época colonial, El Bajío fue una región muy próspera, gracias a los ranchos agrícolas-ganaderos y a su gran zona minera.
Al término de la Guerra Chichimeca y durante todo el siglo XVII, se fundaron ciudades como Irapuato, Salamanca y Salvatierra, que, junto con las grandes ciudades del Bajío (Guadalajara, Guanajuato, Querétaro, Valladolid o Nueva Michoacán), experimentaron poco crecimiento demográfico. No fue hasta el siglo XVIII que se produjo en toda Nueva España un alza en la población, especialmente en El Bajío, que vino de la mano con un alto desarrollo urbanístico. Sin embargo, el mayor auge se produjo en el ámbito económico. Era El Bajío quien proveía de carne, granos y manufactura a las zonas mineras del Occidente, Centro Norte, Norte de México y, más tarde, a la misma Ciudad de México.
Durante la Ilustración, la prosperidad de El Bajío se produjo a través de un distinguido formato institucional (tales como la hacienda, la esclavitud, el peonaje, etc.), formato institucional también muy presente en ciudades y villas abajeñas en forma de escuelas, colegios y seminarios.

### Independencia
La guerra que condujo a la independencia de Nueva España tiene raíces en su vida académica, principalmente en las aulas de los jesuitas y oratorianos de El Bajío. En los centros urbanos desde finales del siglo XVIII fueron organizadas conjuras, y a partir de 1810 surgieron insurgentes que apoyaban la causa independentista; es por eso que el Bajío se hizo merecedor del título de cuna del movimiento de la Independencia de México y, por ende, de la patria mexicana.
En Morelia, Michoacán, nació José María Morelos, Josefa Ortiz de Domínguez, entre otros personajes principales de la independencia.  El día 13 de septiembre fue tomado prisionero Epigmenio González, quien tenía un arsenal de armas destinado a la insurgencia. El día 15 se detuvo al corregidor de Querétaro, don Miguel Domínguez, y a su esposa, doña Josefa Ortiz de Domínguez. Algunos historiadores afirman que ella logró enviar un mensaje al capitán Ignacio Allende y a Miguel Hidalgo, a través de Ignacio Pérez, un miembro de su milicia que cabalgó a San Miguel el Grande (hoy San Miguel de Allende) a comunicar a quienes iniciarían la guerra de Independencia de México, que la conspiración había sido descubierta. El hecho del que se hace más remembranza ocurrió la madrugada del 16 de septiembre de 1810. En un pequeño pueblo llamado Dolores (hoy Dolores Hidalgo), el cura Miguel Hidalgo (nacido en Pénjamo) y sus colegas independentistas se levantaron en armas contra el régimen virreinal, lanzando el famoso Grito de Dolores.
En 1847, Querétaro fue nombrada capital de México, cuando fue invadido por las fuerzas estadounidenses. El 30 de mayo de 1848 se firmó el Tratado de Guadalupe Hidalgo, que puso fin a la invasión estadounidense y donde México perdió la mitad norte de su territorio.
En 1867 se libraron dos batallas entre el ejército republicano y el imperial en el cerro de las Campanas, durante el Sitio de Querétaro. Maximiliano de Habsburgo fue capturado, enjuiciado y sentenciado, siendo fusilado el 19 de junio en el cerro de las Campanas, junto con los generales mexicanos Miguel Miramón y Tomás Mejía.

### Convención de Aguascalientes
La Convención de Aguascalientes fue una reunión que tuvo lugar durante el proceso de la Revolución Mexicana, convocada el 1 de octubre de 1914 por Venustiano Carranza, primer jefe del Ejército Constitucionalista, bajo la denominación de «Gran convención de jefes militares con mando de fuerzas y gobernadores de los estados»[cita requerida], y cuyas sesiones iniciales tuvieron lugar en la Cámara de Diputados de la Ciudad de México. Aunque, con posterioridad, fueron trasladadas a Aguascalientes, que pasó a dar nombre a la Convención, la cual se celebró desde el 10 de octubre hasta el 9 de noviembre de 1914. Los zapatistas no entraron desde el principio a la Convención, sino durante el 26 de octubre, cuando protagonizaron el afamado Incidente de la Bandera, que casi le costó la vida a uno de sus delegados.

### Cristiada o Guerra Cristera

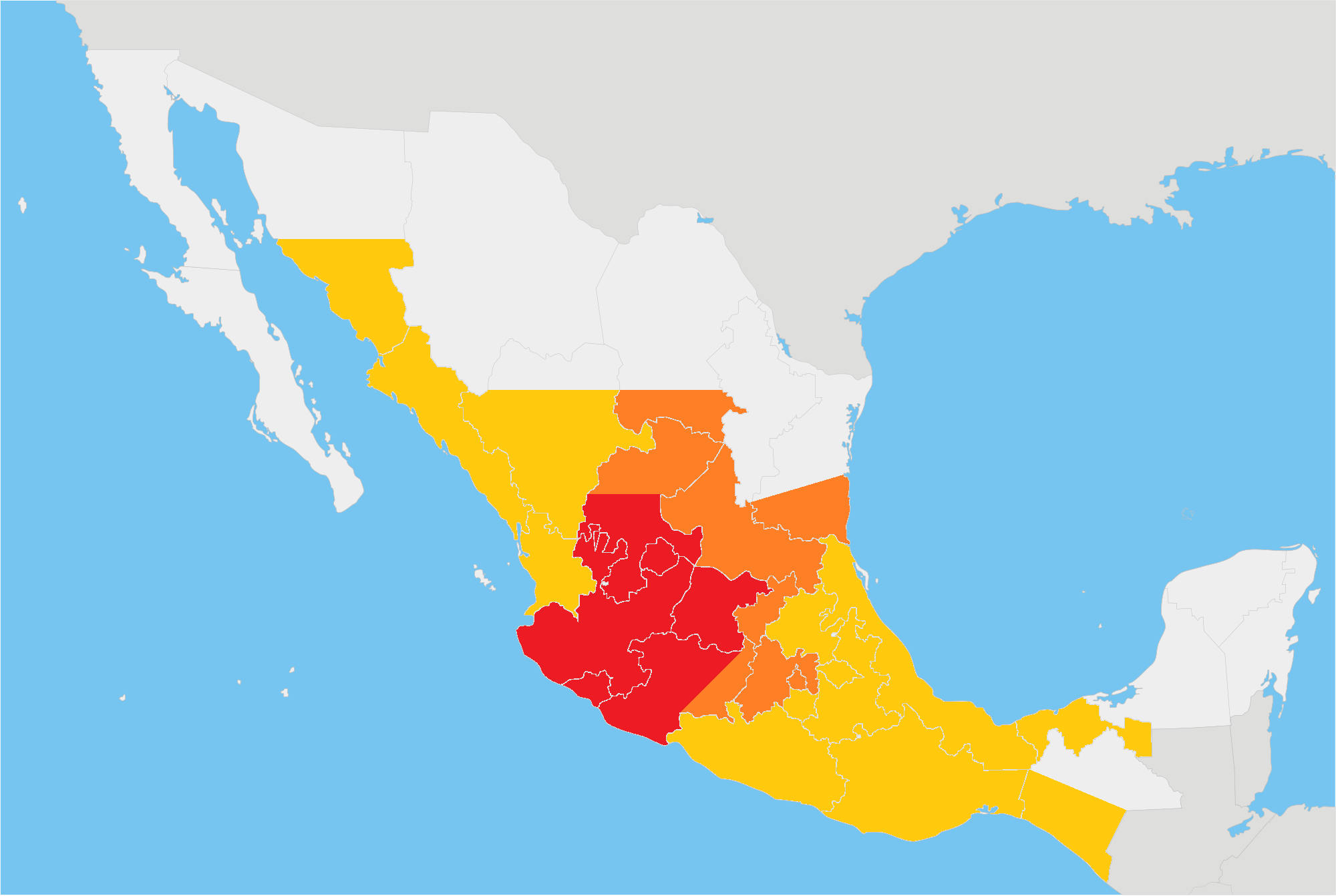
Mapa con las regiones donde hubo brotes cristeros.

La Guerra Cristera se combatió principalmente en El Bajío, en zonas de los estados de Michoacán, Guanajuato, Jalisco, Querétaro y Aguascalientes. La dirigencia del movimiento, cercana pero autónoma respecto de los obispos mexicanos, creyó viable una salida militar al conflicto. En enero de 1927, empezó el acopio de armas. Las primeras guerrillas estuvieron compuestas por campesinos. El apoyo a los grupos armados fue creciendo. Cada vez se unían más personas a las proclamas de «¡Viva Cristo Rey!» y «¡Viva Santa María de Guadalupe!» lanzadas por quienes fueron conocidos como "los cristeros".
El origen del sustantivo "cristero" es disputado. Hay quienes consideran que fueron ellos mismos quienes utilizaron el nombre, primero, para identificarse. Pero hay investigadores del fenómeno, como Jean Meyer, quienes consideran que, en sus orígenes, era una expresión despectiva, usada por agentes del gobierno federal, derivada de "cristiano".
En todo caso, los que se conocían como "cristeros" fueron capaces de articular rápidamente una serie de descontentos locales con las consecuencias de la Revolución Mexicana. Así como de aglutinar en torno suyo a grupos que, por distintas razones, se oponían a lo que ya para entonces se conocía como el «Grupo Sonora», nombre creado por el origen sonorense de los presidentes Adolfo de la Huerta, Álvaro Obregón y Plutarco Elías Calles. No solo eso: la Cristiada, como también se le conoce, logró un uso muy eficaz de símbolos religiosos profundamente arraigados en las prácticas colectivas en México como la Virgen de Guadalupe.

## Geografía
El Bajío está asentado en grandes mesetas, llanuras, valles o altiplanicies limitadas por lomeríos y sierras (como el caso de la Sierra Fría en Aguascalientes).
Estas mesetas o altiplanicies no ascienden de los 2000 m s. n. m., en los estados de Querétaro, Michoacán de Ocampo, Guanajuato, Aguascalientes y Jalisco. Hay partes del Bajío geográficamente más altas y otras más bajas. 
En Querétaro la mayor parte de la zona está por arriba de los 1900 m s. n. m. Pero después de cruzar la ciudad de Santiago de Querétaro, empieza a descender, dando lugar a altitudes promedio de 1816 a 1840 m s. n. m.
En el estado de Guanajuato la zona está a un rango de 1700 a 1850 m s. n. m.
En el Bajío de Jalisco hay notables desniveles de altitud, hay zonas que están por debajo de los 1800 m s. n. m. y otras por arriba de los 1900 m s. n. m.
Por último, en el estado de Aguascalientes, El Bajío posee una altitud  promedio de 1800 m s. n. m.
Por todo el Bajío hay cerros y lomas bajos. En los límites, por el contrario, hay grandes sierras que pueden sobrepasar los 3000 m s. n. m. Tales son: 
- Sierra Madre Oriental,
- Sierra Gorda,
- Sierra de Amealco,
- Sierra de Huimilpan,
- Sierra de los Agustinos,
- Sierra de Puroagua,
- Sierra de Guanajuato Central,
- Sierra de Pénjamo,
- Sierra de Lobos y
- Sierra de Aguascalientes.

Los valles de la cuenca Lerma-Chapala son el resultado de la actividad volcánica de la época geológica del Plioceno y del periodo Cuaternario que en su momento produjo grandes lagos interiores por quedar obstruida la salida de sus aguas.

## Alianza Bajío-Occidente
La Alianza Centro-Bajío-Occidente es una macrorregión de 21 millones de personas, que ha establecido un plan de trabajo y soluciones en cuestiones de medio ambiente, desarrollo social, economía y educación. Agrupa a los cinco estados con el mayor crecimiento económico de México. Tiene el objetivo de convertirse en la región con mayor Índice de Desarrollo Humano de Latinoamérica y posicionarse como una de las de mayor competitividad y bienestar social a nivel global.

## Estados
Los estados que conforman El Bajío son:
| Aguascalientes | Guanajuato | Jalisco | Michoacán | Querétaro | San Luis Potosí | Zacatecas |
|                |            |         |           |           |                 |           |

## Municipios por estado

### Estado deAguascalientes

Bajío hidrocálido.

- Aguascalientes
- Jesús María
- Pabellón de Arteaga
- Rincón de Romos
- San Francisco de los Romo
- Cosío
- El Llano
- Tepezalá
- Asientos
- San José de Gracia

### Estado deGuanajuato

Bajío Guanajuatense.

- Abasolo
- Acámbaro
- Apaseo el Alto
- Apaseo el Grande
- Atarjea
- Celaya
- Comonfort
- Cortázar
- Coroneo
- Cuerámaro
- Doctor Mora
- Dolores Hidalgo
- Guanajuato
- Huanímaro
- Irapuato
- Jaral del Progreso
- Jerécuaro
- León
- Manuel Doblado
- Moroleón
- Ocampo
- Pénjamo
- Pueblo Nuevo
- Purísima del Rincón
- Romita
- Salamanca
- Salvatierra
- San Diego de la Unión
- San Felipe
- San Francisco del Rincón
- San José Iturbide
- San Luis de la Paz
- San Miguel de Allende
- Santa Catarina
- Santa Cruz de Juventino Rosas
- Santiago Maravatío
- Silao
- Tarandacuao
- Tarimoro
- Tierra Blanca
- Uriangato
- Valle Santiago
- Victoria
- Villagrán
- Xichú
- Yuriria

### Estado deJalisco

Bajío Jalisciense'.

- Guadalajara
- Lagos de Moreno
- Arandas
- San Juan de los Lagos
- Atotonilco el Alto
- San Julián
- San Miguel el Alto
- Jalostotitlán
- Encarnación de Díaz
- Teocaltiche
- Capilla de Guadalupe
- Yahualica de González Gallo
- Cuquío
- Ojuelos
- San Diego de Alejandría
- Unión de San Antonio
- Villa Hidalgo
- Acatic
- Cañadas de Obregón
- Jesús María
- Mexticacán
- Tepatitlán de Morelos
- Valle de Guadalupe
- San Ignacio Cerro Gordo
- Huejucar
- Santa María de los Ángeles
- Colotlán
- Zapopan
- Zapotlanejo

### Estado deMichoacán

Bajío Michoacano.

Los municipios abajeños son los siguientes: 
- Álvaro Obregón
- Angamacutiro
- Briseñas
- Cojumatlán de Régules
- Coeneo
- Contepec
- Charo
- Chavinda
- Chilchota
- Chucándiro
- Churintzio
- Cuitzeo
- Copándaro
- Ecuandureo
- Epitacio Huerta
- Huandacareo
- Huaniqueo
- Indaparapeo
- Ixtlán
- Jacona
- Jiménez
- Jiquilpan
- José Sixto Verduzco
- Maravatío
- Marcos Castellanos
- Morelia
- Morelos
- Numarán
- Lagunillas
- La Piedad
- Pajacuarán
- Panindíuaro
- Penjamillo
- Purépero
- Puruándiro
- Queréndaro
- Sahuayo
- Santa Ana Maya
- Tangamandapio
- Tangancícuaro
- Tanhuato
- Tarímbaro
- Tlazazalca
- Venustiano Carranza
- Vista Hermosa
- Yurécuaro
- Zacapu
- Zamora
- Zináparo
- Zinapécuaro

### Estado deQuerétaro

Bajío Queretano.

- Amealco de Bonfil
- Cadereyta de Montes
- Colón
- Corregidora
- Ezequiel Montes
- Huimilpan
- El Marqués
- Pedro Escobedo
- Santiago de Querétaro
- San Joaquín
- San Juan del Río
- Tequisquiapan
- Tolimán

### Estado deSan Luis Potosí

Bajío Potosino.

- Villa de Ramos
- Salinas
- Ahualulco
- Mexquitic de Carmona S.L.P.
- Villa de Arriaga
- Villa de Reyes
- San Luis Potosí
- Soledad de Graciano Sánchez
- Cerro de San Pedro
- Villa de Zaragoza
- Santa María del Río
- Tierra Nueva
- San Nicolás Tolentino
- Ciudad Fernández
- Rioverde
- San Ciro de Acosta
- Rayón
- Lagunillas
- Tamasopo
- Santa Catarina
- Ciudad Valles
- Aquismón
- Huehuetlán
- Xilitla
- Tancanhuitz
- Axtla de Terrazas

### Estado deZacatecas

Bajío Zacatecano.

- Trinidad García de la Cadena
- Mezquital del Oro
- Moyahua de Estrada
- Teúl de González Ortega
- Juchipila
- Nochistlán de Mejía
- Apulco
- Apozol
- Santa María de la Paz
- Tepechitlán
- Jalpa
- Tlaltenango de Sánchez Román
- Huanusco
- Momex
- Tabasco
- El Plateado de Joaquín Amaro
- Villanueva
- Tepetongo
- Jerez
- Fresnillo
- General Enrique Estrada
- Calera
- Morelos
- Zacatecas
- Vetagrande
- Guadalupe
- Trancoso
- Genaro Codina
- Cuauhtémoc
- Luis Moya
- Ojocaliente
- General Pánfilo Natera
- Villa González Ortega
- Noria de Ángeles
- Loreto
- Villa García
- Villa Hidalgo
- Pinos

## Demografía

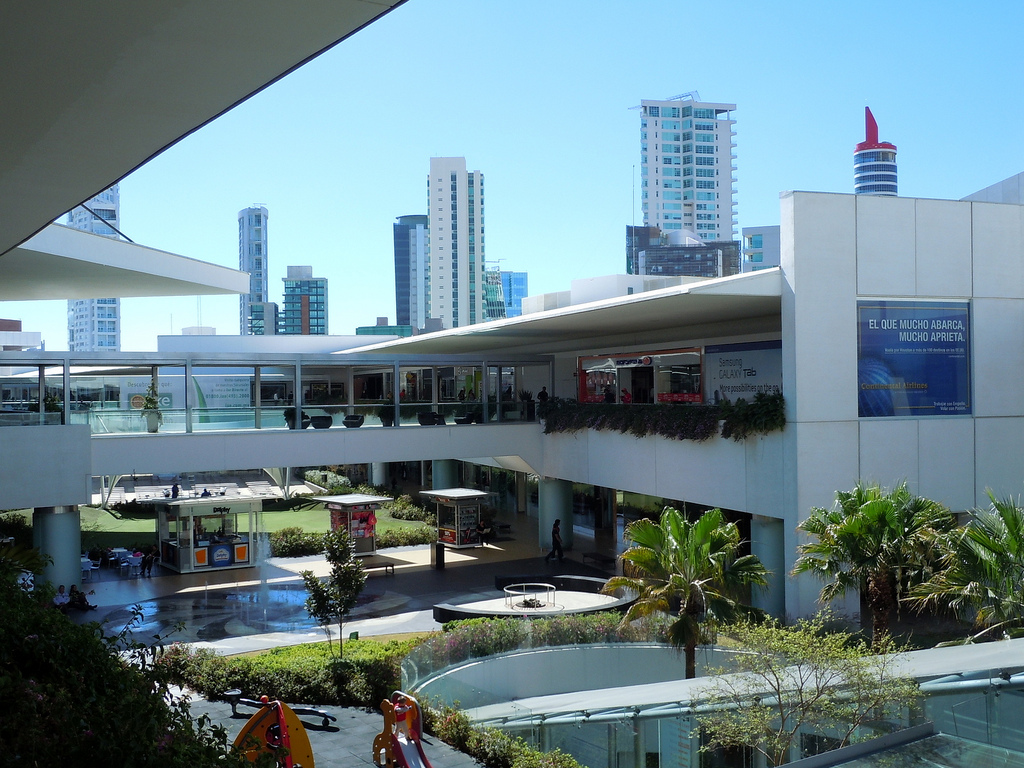
Edificios en Zapopan, ubicados en la Zona Metropolitana de Guadalajara.

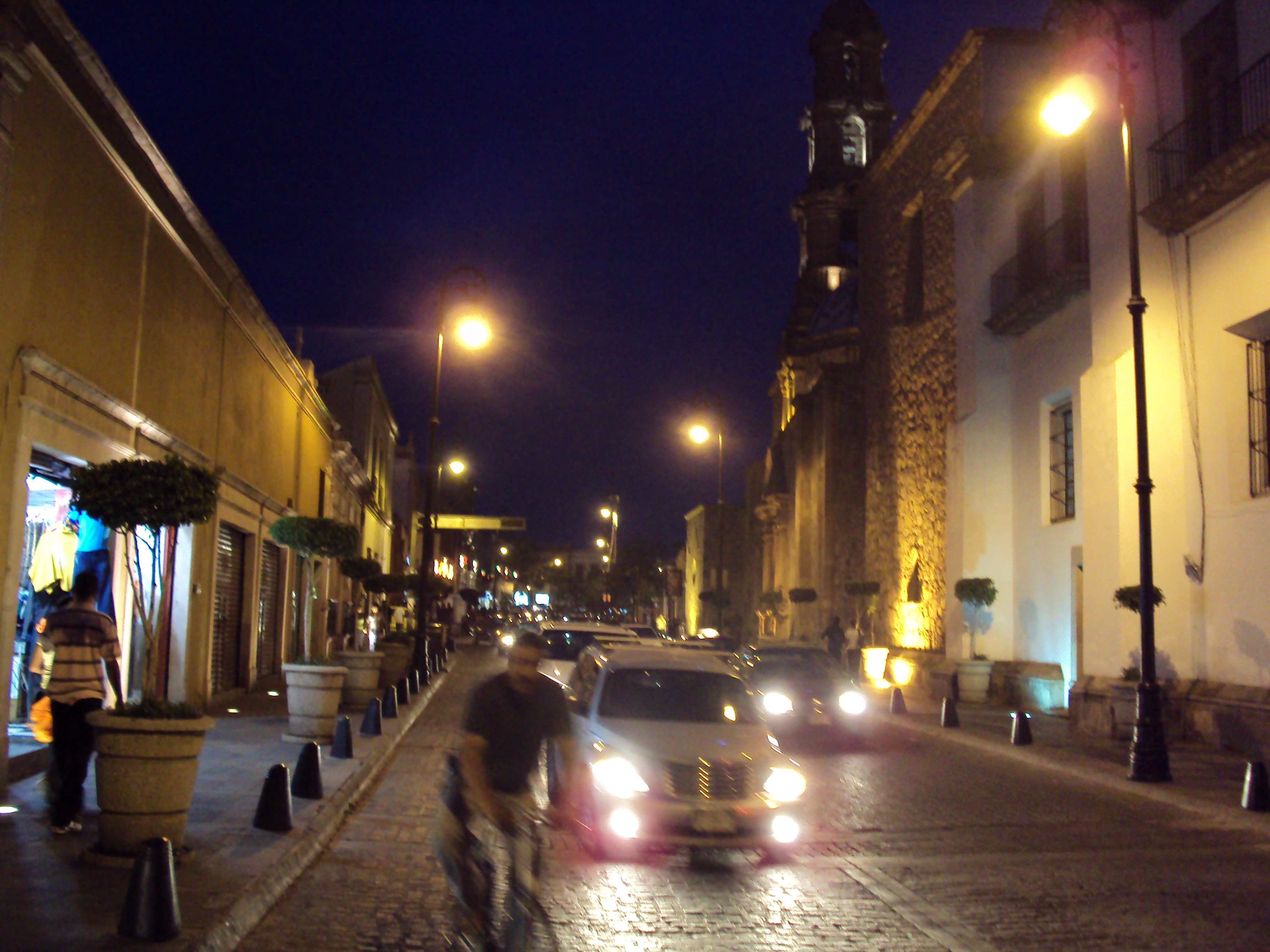
Calle Madero, en Aguascalientes, Ags.

A continuación se presenta la población de las ciudades más pobladas en el Bajío, según el censo del Instituto Nacional de Estadística y Geografía (INEGI) en 2020:

### Ciudades principales
| Posición | Ciudad                | Estado          | Población |
| -------- | --------------------- | --------------- | --------- |
| 1        | Guadalajara           | Jalisco         | 5 268 642 |
| 2        | León                  | Guanajuato      | 1 924 771 |
| 3        | Santiago de Querétaro | Querétaro       | 1 594 212 |
| 4        | San Luis Potosí       | San Luis Potosí | 1 243 980 |
| 5        | Aguascalientes        | Aguascalientes  | 1 140 916 |
| 6        | Morelia               | Michoacán       | 988 704   |
| 7        | Irapuato              | Guanajuato      | 592 953   |
| 8        | Celaya                | Guanajuato      | 521 169   |
| 9        | Zacatecas             | Zacatecas       | 405 285   |
| 10       | San Juan del Río      | Querétaro       | 297 804   |
| 11       | Zamora                | Michoacán       | 273 641   |
| 12       | Salamanca             | Guanajuato      | 273 417   |
| 13       | La Piedad             | Michoacán       | 261 450   |
| 14       | Guanajuato            | Guanajuato      | 194 500   |
| 15       | Ocotlán               | Jalisco         | 184 603   |
| 16       | Moroleón              | Guanajuato      | 182 901   |
| 17       | Lagos de Moreno       | Jalisco         | 172 403   |
| 18       | Dolores Hidalgo       | Guanajuato      | 163 038   |
| 19       | Tepatitlán de Morelos | Jalisco         | 150 190   |
| 20       | Valle de Santiago     | Guanajuato      | 150 054   |
| 21       | Sahuayo de Morelos    | Michoacán       | 114 635   |
| 22       | San Juan de Los Lagos | Jalisco         | 97 432    |
| 23       | Arandas               | Jalisco         | 80 609    |
| 24       | Maravatío de Ocampo   | Michoacán       | 89 311    |
| 25       | La Barca              | Jalisco         | 79 618    |
| 26       | Zacapu                | Michoacán       | 76 829    |
| 27       | Yurécuaro             | Michoacán       | 73 855    |
| 28       | Tequisquiapan         | Querétaro       | 72 201    |
| 29       | Puruándiro            | Michoacán       | 69 260    |
| 30       | Cadereyta de Montes   | Querétaro       | 69 075    |

Es el sistema de centros urbanos más complejo y equilibrado del país. La región más poblada es el área metropolitana de Guadalajara, la tercera ciudad más poblada de México con más de 5 268 642 habitantes, seguida de León, considerada la séptima zona metropolitana del país, con más de 1 924 771 habitantes, después Santiago de Querétaro, con 1 594  212 habitantes (la décima zona metropolitana de México). Y en cuarto sitio, San Luis Potosí, con cerca de 1 243 980.

## Economía

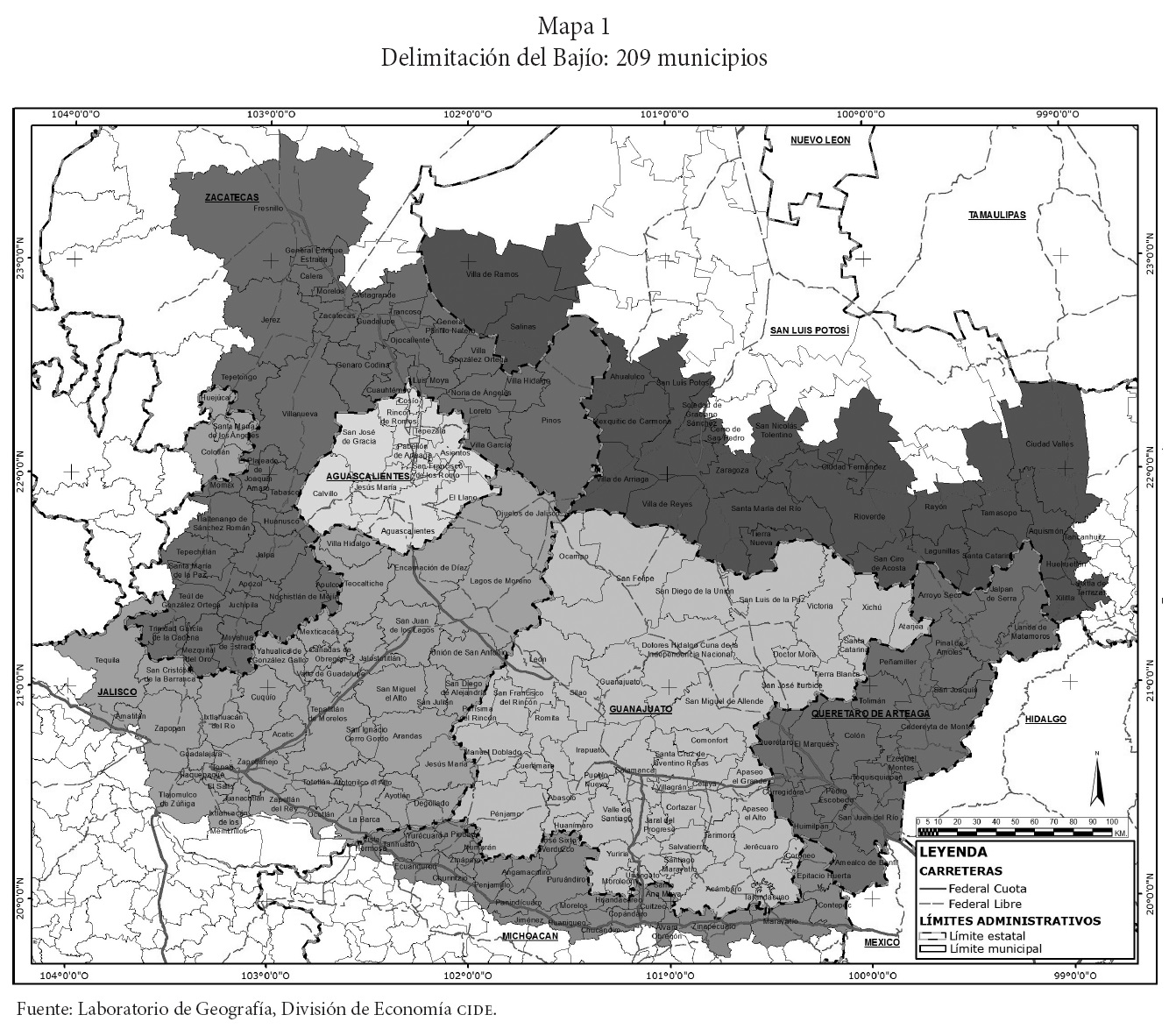
Mapa de división económica muestra los límites del Bajío y los municipios que lo conforman, según CIDE.

### Crecimiento acelerado de El Bajío
El dinamismo económico de la región se conoce ya como el «boom del Bajío» o el «nuevo milagro mexicano». La posición geográfica estratégica del Bajío ha trascendido más allá de las fronteras, para insertarlo dentro de una de las rutas de comercio internacional más importantes del mundo, que viene desde los principales puertos de Asia, para abastecer la región oriente de los Estados Unidos, México y Centroamérica.
Posee una localización geográfica estratégica, justo en el centro del país (dentro del triángulo industrial de las tres ciudades más grandes de México: Ciudad de México, Guadalajara y Monterrey). En un radio de 400 km está el 80 % del mercado mexicano, 70 % del establecimiento industrial, 70 % del comercio internacional, 70 % de las exportaciones y 60 % de la población total del país.

## Educación

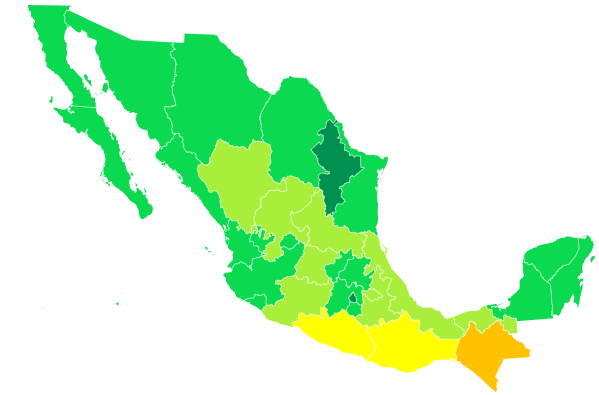
Índice de desarrollo humano por entidad federativa de México PNUD 2020 (antes de ajustar a niveles de desigualdad).
>0.800
0.700-0.750
> 0.700
0.650-0.699
>0.649

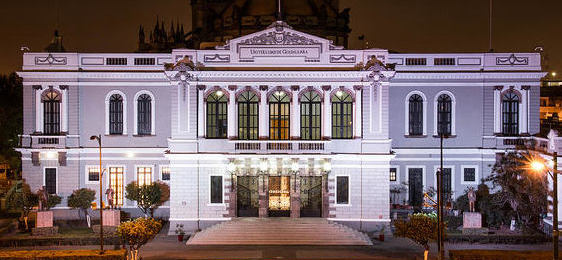
Fachada del Museo de las Artes de la Universidad de Guadalajara.

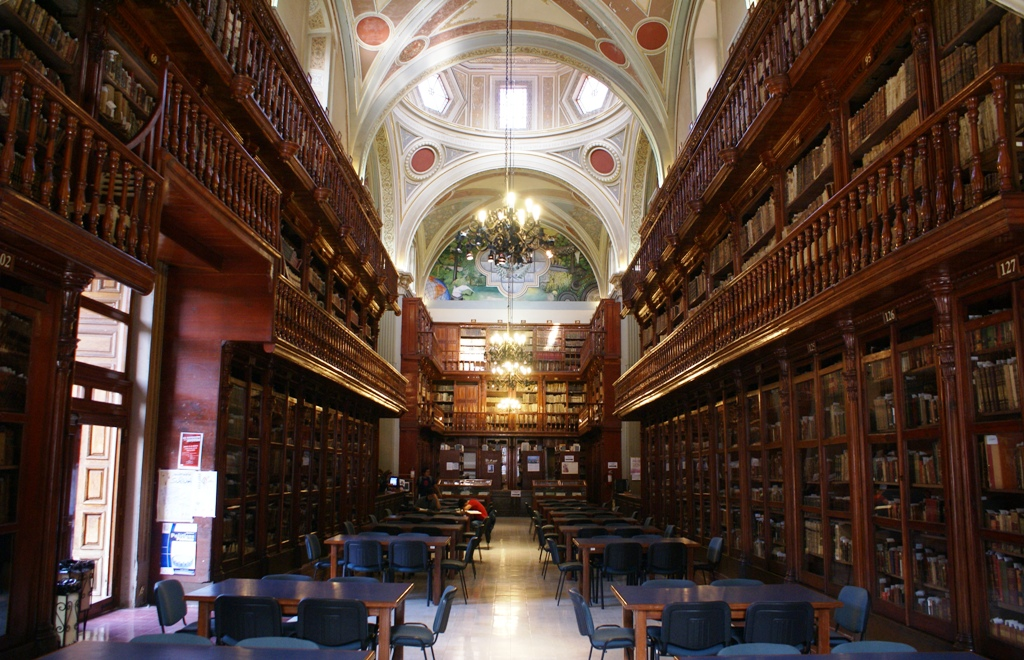
Biblioteca Pública de la Universidad Michoacana de San Nicolás de Hidalgo.

La región cuenta con universidades de primer nivel:

### Universidades públicas
- Universidad Nacional Autónoma de México (Campus ENES León y Campus ENES Morelia)
- Universidad Autónoma de Zacatecas
- Instituto Politécnico Nacional (Campus Guanajuato (UPIIG), Campus Jiquilpan (CIIDIR) y Campus Zacatecas (UPIIZ))
- Universidad de Guanajuato
- División de Ingenierías Campus Irapuato Salamanca (DICIS antiguamente FIME) (Salamanca)
- Instituto Tecnológico de Celaya
- Instituto Tecnológico de Morelia
- Universidad Michoacana de San Nicolás de Hidalgo
- Instituto Tecnológico de Roque
- Instituto Tecnológico de Aguascalientes
- Instituto Tecnológico de La Piedad
- Instituto Tecnológico de León
- Instituto Tecnológico de Querétaro
- Instituto Tecnológico de San Juan del Río
- Instituto Tecnológico Superior de Irapuato
- Instituto Tecnológico de Zamora
- Universidad Autónoma de Querétaro (Campus Querétaro y Campus San Juan del Río)
- Universidad Autónoma de Aguascalientes
- Universidad de Guadalajara (Campus Guadalajara, Campus Lagos de Moreno y Campus Tepatitlán de Morelos)
- Colegio Nuevo Continente Campus Querétaro
- Instituto Politécnico Nacional (Campus Guanajuato Puerto Interior)
- Universidad Politécnica de Aguascalientes
- Universidad Politécnica de Pénjamo
- Universidad Aeronáutica en Querétaro
- Universidad Nacional Autónoma de México (Campus León y Campus Querétaro)
- Centro de Investigación y Docencia Económicas (Campus Aguascalientes)
- Centro de Investigación y de Estudios Avanzados del IPN (Unidades Guadalajara, Irapuato y Querétaro)
- Universidad Tecnológica de Aguascalientes
- Universidad Tecnológica de Calvillo
- Universidad Tecnológica de León
- Universidad Tecnológica de Querétaro
- Universidad Tecnológica de San Juan del Río
- Universidad Tecnológica de San Miguel de Allende
- Universidad Tecnológica del Norte de Aguascalientes
- Universidad Tecnológica del Norte de Guanajuato
- Universidad Tecnológica El Retoño

### Universidades privadas

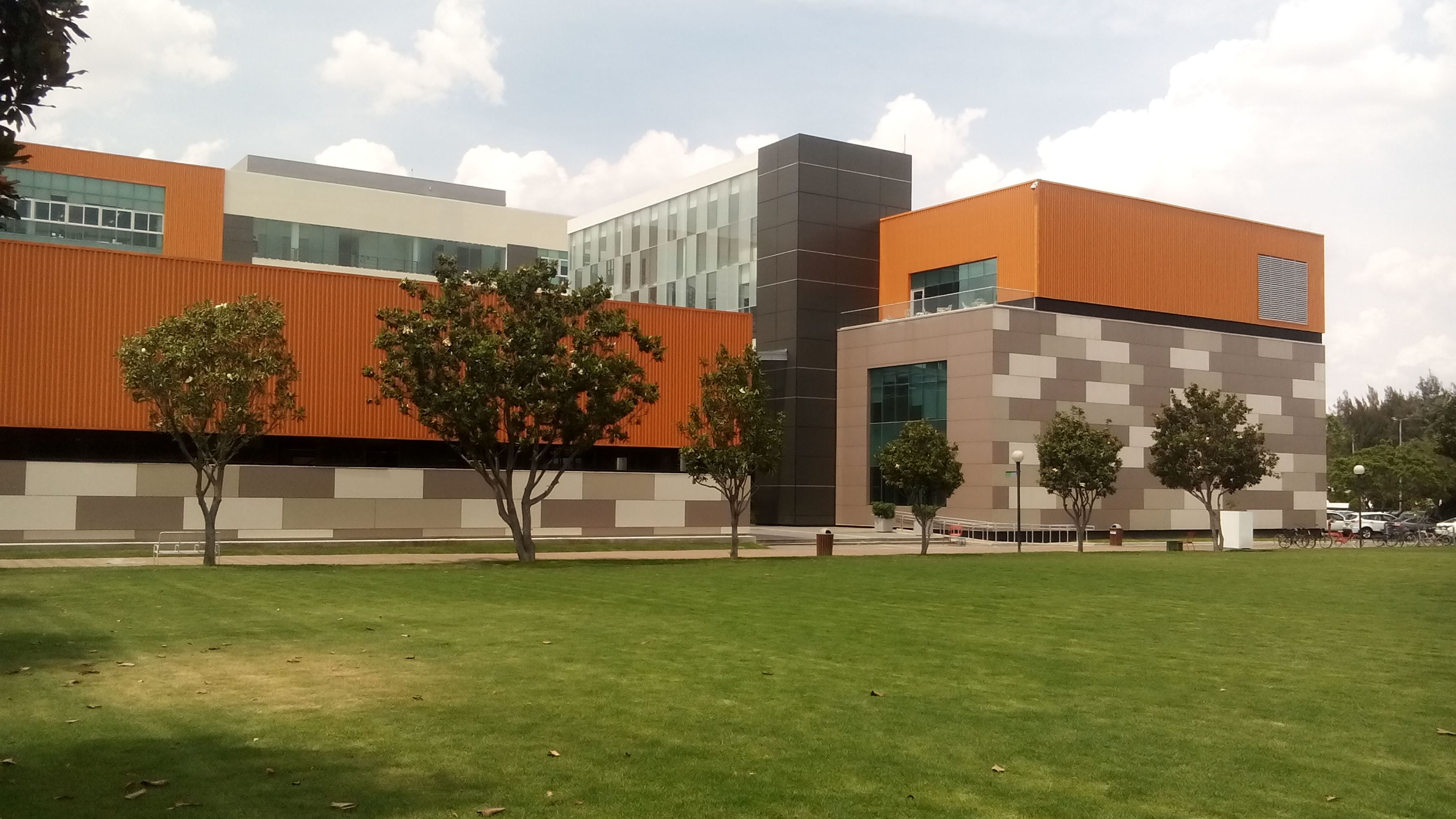
Tecnológico de Monterrey campus Guadalajara

- Tecnológico de Monterrey (Aguascalientes, Guadalajara, León, Morelia, Irapuato, Celaya y Querétaro)
- ITESO (Tlaquepaque)
- Universidad Iberoamericana León
- Universidad Interamericana para el Desarrollo (Morelia, Sahuayo, Uruapan, Guadalajara, San Luis Potosí y Zacatecas)
- Universidad Autónoma de Guadalajara (Zapopan)
- Universidad Anáhuac (El Marqués)
- Universidad Panamericana (Aguascalientes y Guadalajara)
- Universidad de La Salle (León, Morelia y Salamanca)
- Universidad del Verbo Encarnado (Irapuato)
- Universidad Franciscana de México (León)
- Universidad Instituto Irapuato
- Universidad del Valle de Atemajac (Aguascalientes, Guadalajara, Lagos, La Piedad, León y Querétaro)
- Universidad del Valle de México (Guadalajara y Querétaro)
- Escuela Bancaria y Comercial (León y Querétaro)
- Universidad Latinoamericana (León y Querétaro)
- Universidad Tecnológica de México (León)
- Universidad Internacional de Profesiones (León)
- Universidad Interamericana para el Desarrollo (Aguascalientes)
- Tec Milenio (Corregidora)
- Icon University (León)
- Arkansas State University (Querétaro)
- Universidad de León (Aguascalientes, Lagos, León, Silao, Irapuato, Salamanca, Celaya y Querétaro)

## Tren Rápido del Bajío
Se planea la continuación del Tren rápido Querétaro-Ciudad de México hasta la ciudad de Guadalajara. Para esto, se creará un eje vertebrador por toda la región de El Bajío y sus principales capitales. Sin embargo debido al escándalo de corrupción de la Casa Blanca de Peña Nieto y al haberle asignado la obra al mismo constructor que le regaló la casa, en el 2015 se informó que el secretario de Hacienda, Luis Videgaray, anunció un recorte de 124 300 millones de pesos en el presupuesto de 2015. El gobierno federal anunció que el proyecto para construir un tren de alta velocidad entre México y Querétaro se pospone hasta nuevo aviso, mientras que el tren Transpeninsular Yucatán-Quintana Roo se cancela de forma definitiva.

## Comunicación de El Bajío con el resto de México

### Carreteras
El Bajío es un punto clave en la red carretera de México. Por esta región pasa la carretera federal 57, que une a la ciudad de Querétaro parte de El Bajío con la capital, la Ciudad de México, y con San Luis Potosí y Monterrey.  
También pasa la carretera federal 45, conocida por ser parte de la carretera Panamericana. Une dentro de El Bajío ciudades importantes como León, Querétaro, Aguascalientes, Celaya e Irapuato. También une con la Ciudad de México y con el norte, en especial, Zacatecas, Torreón, Chihuahua, y El Paso en Estados Unidos vía Ciudad Juárez.  
La carretera federal 110 une a la cuna de la Independencia Nacional, Dolores Hidalgo, con la ciudad de Guadalajara, pasando por ciudades como Guanajuato, Irapuato, (aquí se encuentra con la carretera federal 45), La Piedad, y Chapala.  
La carretera federal 43 une a la ciudad de Salamanca, con el estado de Michoacán, pasando por lugares como las siete luminarias de Valle de Santiago, La Laguna de Yuriria,  Uriangato, La laguna de Cuitzeo y, la capital de Michoacán, Morelia.  
También una de las principales autopistas es la carretera federal 15D la cual conecta Guadalajara con Morelia y finalmente la Ciudad de México.  

### Ferrocarril
El Bajío es importante para el ferrocarril en México, ya que por aquí pasan y se encuentran las dos principales compañías ferroviarias: Ferromex y Kansas City Southern de México. En Querétaro se encuentra la antigua estación de ferrocarril, donde concluía el tren eléctrico México-Querétaro. En Celaya, un crucero ferroviario (uno de los más importantes de México) donde se encuentran las dos mayores compañías ferroviarias. En Irapuato, un gran patio de maniobras de Ferromex y el entorque con la vía a Guadalajara, el crucero más importante de dicha compañía. En los límites de León y Silao se encuentra la terminal intermodal de Ferromex en Guanajuato Puerto Interior, con servicios directos a ciudades como Detroit y Chicago, en los Estados Unidos. En Acámbaro existe un museo donde antes fabricaban locomotoras en tiempos de Ferrocarriles Nacionales de México.

### Aeropuertos
En El Bajío se encuentran dos aeropuertos internacionales: el Aeropuerto Intercontinental de Querétaro sobre la Carretera Federal 57 en el municipio de El Marqués y el Aeropuerto Internacional del Bajío sobre la Carretera Federal 45 en el tramo Silao-León. Este aeropuerto recibió la visita del entonces papa Benedicto XVI en marzo del 2012, tras su visita a Guanajuato.

## Cultura

Catolicismo en México.

Tiene un imponente legado histórico y cultural, considerado como uno de los más importantes del país, al albergar en tan solo unos cuantos kilómetros cuadrados, a cinco ciudades patrimonio de la humanidad: Guanajuato, Morelia, Santiago de Querétaro, San Miguel de Allende y Zacatecas. El Bajío posee una riqueza arquitectónica y cultural en sus ciudades coloniales que lo convierten en el tercer destino turístico del país, después de Quintana Roo (Cancún y Rivera Maya) y la Ciudad de México.
El Bajío es célebre por ser la cuna del movimiento de Independencia de México, ya que eventos importantes se llevaron a cabo en Dolores Hidalgo y San Miguel de Allende en el Estado de Guanajuato y Santiago en el Estado de Querétaro
En términos generales, es una sociedad con un gran sentido de la historia y las tradiciones mexicanas. Además, es uno de los bastiones más fuertes del catolicismo, donde la religión mantiene una gran influencia en la manera de vivir.

### Festividades

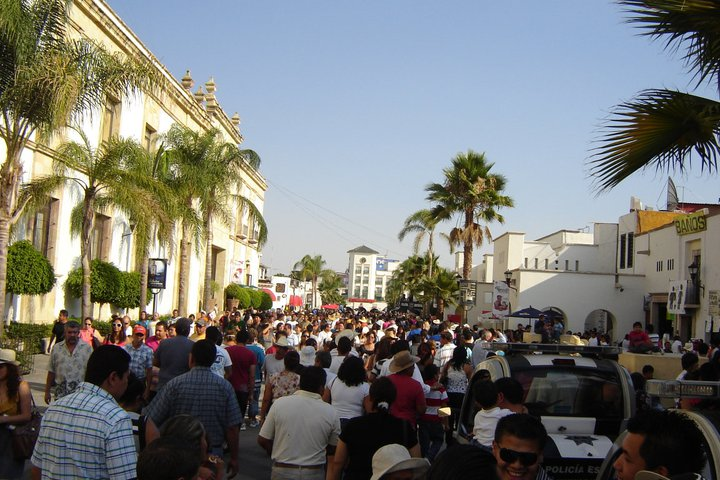
Feria Nacional de San Marcos.

Existe una amplia tradición que engloba ferias y festivales, como las siguientes:
- Feria de León: Se realiza en el mes de enero, en la ciudad de León. Incluye eventos artísticos, entretenimiento familiar y para adultos, exposición industrial y comercial, y serial taurino. El santo patrón es San Sebastián, que coincide con la fecha de su fundación.

- Feria Nacional de San Marcos: La feria más grande de México. Es organizada por el Patronato de la Feria, organismo perteneciente a la Administración Pública Estatal de Aguascalientes. Se celebra en las dos últimas semanas de abril y la primera de mayo en el barrio de San Marcos, en la ciudad de Aguascalientes. Cuando la Cuaresma se prolonga en abril, no inicia antes del Viernes Santo. El santo patrón es el apóstol San Marcos. Como tiene el carácter de “nacional”, esta feria es generalmente inaugurada con la presencia de una autoridad del gobierno federal. Las festividades incluyen serial taurino, pelea de gallos, casino, exposición ganadera, industrial y comercial, entretenimiento para niños, familias y adultos, actividades culturales (de entre las que destaca el Ferial) y el Concurso Nacional de Poesía “Salvador Gallardo Dávalos”.

- Festival Internacional Cervantino: Se lleva a cabo en la colonial ciudad de Guanajuato, en octubre. Es un festival que celebra la riqueza cultural de la humanidad, aunque su origen era la escritura, celebrando a Miguel de Cervantes Saavedra (aplica ya para otras bellas artes). Durante ese mes, la ciudad de Guanajuato recibe miles de visitantes de otros países, entre participantes y turistas, así como miles de visitantes y turistas de otros estados de la República Mexicana.

- Festival Internacional del Globo: Recibe aproximadamente 400 mil personas cada año. Se lleva a cabo en el parque Metropolitano de la ciudad de León. Los globos hacen su aparición en el cielo leonés a las 7 de la mañana y hay un espectáculo nocturno, en el cual los globos vuelan por encima de las aguas del parque metropolitano. En el año 2011 el Festival del Globo fue el evento turístico más rentable de León. Con la participación de 200 globos aerostáticos, provenientes de Estados Unidos, Brasil, Austria, Bélgica, Países Bajos, Alemania y México, este festival se convirtió en el más grande de Latinoamérica y el segundo más importante del mundo, sólo después del que se realiza en Albuquerque, Nuevo México, donde vuelan 537 globos. En la edición 2013 tuvo una afluencia de poco más de 500 000 personas, procedentes de todo México y del extranjero, 200 globos volaron por el cielo de León.

## Deporte

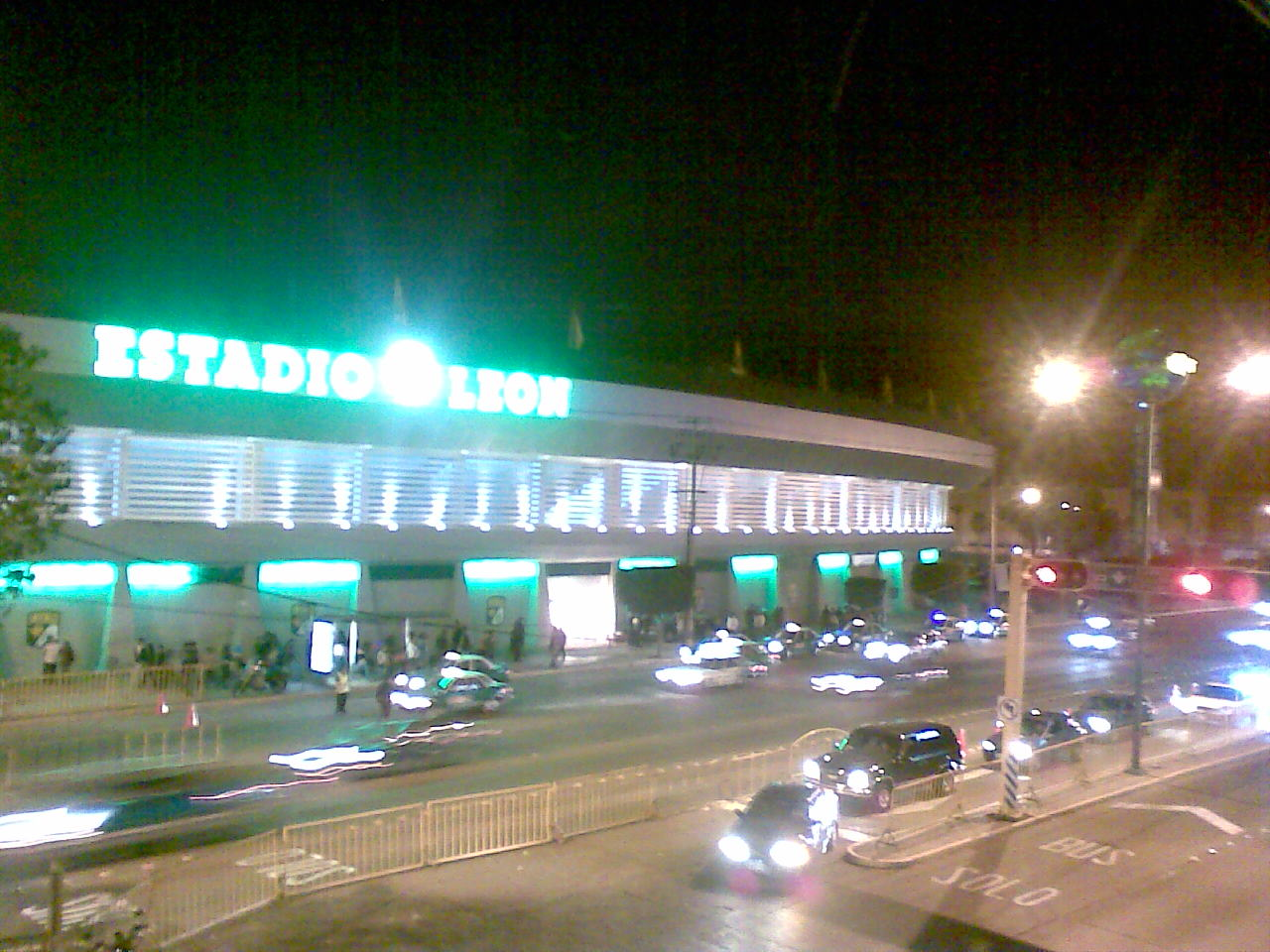
Estadio León.

La región cuenta con la infraestructura para cualquier práctica deportiva, aunque el fútbol es el más popular. Sus equipos en las 3 divisiones profesionales son:
- Chivas
- León
- Atlas
- Atlético Morelia
- Querétaro
- Atlético San Luis
- Celaya
- Irapuato
- Unión de Curtidores
- Necaxa
- Club Deportivo De Los Altos
- Mineros de Zacatecas
- Aguascalientes
- Leones Negros
- CD Tepatitlán
- Tecos
- Reboceros De La Piedad

El béisbol se juega también a nivel profesional, aunque este no tiene la misma popularidad que goza en la región norte del país. En el bajío los equipos profesionales que actualmente existen tanto en la LMP, la LMB y la LIM son:
- Charros de Jalisco
- Rieleros de Aguascalientes
- Bravos de León
- Cajeteros de Celaya
- Leones Purépechas de Maravatío
- Petroleros de Salamanca
- Toros Bravos de Moroleón